# Pseudafroneta lineata
Pseudafroneta lineata là một loài nhện trong họ Linyphiidae.
Loài này thuộc chi Pseudafroneta. Pseudafroneta lineata được A. David Blest miêu tả năm 1979.